# Dan Anyiam Stadium
Dan Anyiam Stadium – wielofunkcyjny stadion w mieście Owerri w Nigerii.
Najczęściej używany jest jako stadion piłkarski, a swoje mecze rozgrywa na nim drużyna Heartland FC. Stadion może pomieścić 10 tysięcy widzów.